# Paracroma mutilum
Paracroma mutilum là một loài bướm đêm trong họ Noctuidae.